# Gunnar Þorgrímsson hinn spaki
Gunnar lögfræðingur Þorgrímsson hinn spaki (apodado el Sabio, 1035 - 1075) fue un caudillo vikingo de Viðimýri, Skagafjörður en Islandia. Según Íslendingabók fue el último lögsögumaður de la Era vikinga en la isla y desempeñó el cargo en dos ocasiones, la primera entre 1063 y 1065 y la segunda el mismo año de su defunción en 1075. Era hijo del bóndi Þorgrímur Eyjólfsson, y por lo tanto nieto de uno de los grandes goðar de la Era vikinga, Eyjólfur Þórðarson.
Su hijo Úlfhéðinn Gunnarsson también asumió su papel como lögsögumaður en el siglo XII, así como tres de sus nietos Bergþór Hrafnsson, Gunnar Úlfhéðinsson y Hrafn Úlfhéðinsson. En las sagas no aparece donde estaba emplazada su hacienda, aunque sus descendientes vivieron en Reykjardal, en Suður-Þingeyjarsýsla. Las sagas mencionan prácticamente poco más que su función legal en la Mancomunidad Islandesa.

## Herencia
Gunnar tuvo relaciones con dos mujeres por lo menos. La primera fue Vigdís Hrafnsdóttir (n. 1040), hija de Hrafn Þorkelsson, y de esa relación nació Úlfhéðinn Gunnarsson. La segunda con Úlfheiður Bergsdóttir (n. 1042), hija de Bergur Hallkelsson, con quien tuvo dos hijos, Eyjólfur Gunnarsson (n. 1072) y Ungfrú Gunnarsdóttir (n. 1074).